# Miconia androsaemifolia
Miconia androsaemifolia är en tvåhjärtbladig växtart som beskrevs av August Heinrich Rudolf Grisebach. Miconia androsaemifolia ingår i släktet Miconia och familjen Melastomataceae. Inga underarter finns listade i Catalogue of Life.